# جون باورز كرولي
جون باورز كرولي (بالإنجليزية: John Powers Crowley)‏ هو قاضي ومحامي أمريكي، ولد في 5 أكتوبر 1936 في شيكاغو في الولايات المتحدة، وتوفي في 10 يناير 1989 في إيفانستون في الولايات المتحدة.